# LGV Sud-Est
| TGV Sud-Est in Cruzilles-lès-Mépillat |                                        |                                                                          |                                                                          |
| |                                        |                                                                          |                                                                          |
| Streckennummer (SNCF): | 752 000                                |                                                                          |                                                                          |
| Kursbuchstrecke (SNCF): | 500 und 509                            |                                                                          |                                                                          |
| Streckenlänge: | 410 km                                 |                                                                          |                                                                          |
| Spurweite: | 1435 mm (Normalspur)                   |                                                                          |                                                                          |
| Stromsystem: | 25 kV 50 Hz ~                          |                                                                          |                                                                          |
| Maximale Neigung: | 35 ‰                                   |                                                                          |                                                                          |
| Minimaler Radius: | Ausnahmewert: 3200 m Regelwert: 4000 m |                                                                          |                                                                          |
| Streckengeschwindigkeit: | 300 km/h                               |                                                                          |                                                                          |
| |                                        |                                                                          |                                                                          |
| \| \| 0,0 \| Paris Gare de Lyon \| Paris Gare de Lyon \| \| \| \| (weitere Betriebsstellen) \| \| \| \| 9,3 0,0 \| Abzw. Créteil; LGV Interconnexion Est \| Abzw. Créteil; LGV Interconnexion Est \| \| \| \| (weitere Betriebsstellen) \| \| \| \| 25,9 \| Combs-la-Ville - Quincy \| Combs-la-Ville - Quincy \| \| \| 29,3 0,0 \| Abzw. Lieusaint Bahnstrecke Paris–Marseille nach Dijon \| Abzw. Lieusaint Bahnstrecke Paris–Marseille nach Dijon \| \| \| 1,0 \| Systemtrennstelle 1,5 kV = / 25 kV, 50 Hz ~ \| Systemtrennstelle 1,5 kV = / 25 kV, 50 Hz ~ \| \| \| 2,1 \| PRS de Moissy-Cramayel \| PRS de Moissy-Cramayel \| \| \| 17,1 39,4 \| Abzw. Moisenay (Crisenoy); LGV Interconnexion Est \| Abzw. Moisenay (Crisenoy); LGV Interconnexion Est \| \| \| 25,9 \| PRS du Châtelet-en-Brie \| PRS du Châtelet-en-Brie \| \| \| 42,7 \| Viaduc de la Seine (134 m) \| Viaduc de la Seine (134 m) \| \| \| \| \| \| \| \| 44,0 \| Abzw. Marolles (nur für Unterhalt) Bahnstrecke Flamboin-Gouaix–Montereau \| Abzw. Marolles (nur für Unterhalt) Bahnstrecke Flamboin-Gouaix–Montereau \| \| \| \| \| \| \| \| 49,2 \| PRS de Marolles-sur-Seine (Betriebsgleise u. Notbahnsteig östl.) \| PRS de Marolles-sur-Seine (Betriebsgleise u. Notbahnsteig östl.) \| \| \| 71,5 \| PRS de Cuy \| PRS de Cuy \| \| \| 77,x \| Aqueduc de la Vanne \| Aqueduc de la Vanne \| \| \| 92,8 \| PRS de Vaumort (Betriebsgleise und Notbahnsteig westlich) \| PRS de Vaumort (Betriebsgleise und Notbahnsteig westlich) \| \| \| 115,8 \| Viaduc sur le Canal de Bourgogne (160 m) \| Viaduc sur le Canal de Bourgogne (160 m) \| \| \| \| Armançon \| \| \| \| 117,0 \| PRS de Vergigny \| PRS de Vergigny \| \| \| 117,6 \| Abzw. Saint-Florentin; Bahnstrecke Paris–Marseille \| Abzw. Saint-Florentin; Bahnstrecke Paris–Marseille \| \| \| 122,x \| Bahnstrecke Saint-Florentin–Monéteau-Gurgy \| Bahnstrecke Saint-Florentin–Monéteau-Gurgy \| \| \| 139,8 \| PRS de Tonnerre (Betriebsgleise und Notbahnsteig östlich) \| PRS de Tonnerre (Betriebsgleise und Notbahnsteig östlich) \| \| \| 160,5 0,0 \| Abzw. Pasilly; Verbindungsstrecke Pasilly–Aisy \| Abzw. Pasilly; Verbindungsstrecke Pasilly–Aisy \| \| \| 162,1 \| PRS de Pasilly (Betriebsgleise westlich) \| PRS de Pasilly (Betriebsgleise westlich) \| \| \| 167,x \| Bahnstrecke Avallon–Nuits-sous-Ravières \| Bahnstrecke Avallon–Nuits-sous-Ravières \| \| \| 7,7 \| PRS d'Etivey \| PRS d'Etivey \| \| \| 15,4 \| Systemtrennstelle 25 kV, 50 Hz ~ / 1,5 kV = \| Systemtrennstelle 25 kV, 50 Hz ~ / 1,5 kV = \| \| \| 16,4 \| Abzw. Aisy; Bahnstrecke Paris–Marseille von Paris \| Abzw. Aisy; Bahnstrecke Paris–Marseille von Paris \| \| \| \| Bahnstrecke Paris–Marseille nach Dijon \| \| \| \| 182,1 \| PRS de Toutry \| PRS de Toutry \| \| \| 182,x \| Bahnstrecke Maison-Dieu–Laumes-Alésia \| Bahnstrecke Maison-Dieu–Laumes-Alésia \| \| \| 185,4 \| Viaduc de l'A 6 (88 m) \| Viaduc de l'A 6 (88 m) \| \| \| 192,0 \| Viaduc du Serein (200 m) \| Viaduc du Serein (200 m) \| \| \| 202,4 \| PRS de Lacour-d'Arcenay (Betriebsgleise u. Notbahnsteig westl.) \| PRS de Lacour-d'Arcenay (Betriebsgleise u. Notbahnsteig westl.) \| \| \| 209,2 \| Viaduc du Saulieu (200 m) \| Viaduc du Saulieu (200 m) \| \| \| 225,8 \| PRS de Vianges \| PRS de Vianges \| \| \| 239,2 \| Arroux (127 m) \| Arroux (127 m) \| \| \| 243,x \| Bahnstrecke Étang–Santenay \| Bahnstrecke Étang–Santenay \| \| \| 247,2 \| PRS de Sully (Betriebsgleise östlich) \| PRS de Sully (Betriebsgleise östlich) \| \| \| 252,5 \| Viaduc de la Drée (90 m) \| Viaduc de la Drée (90 m) \| \| \| 253,5 \| Viaduc de la Digoine (Drée) (420 m) \| Viaduc de la Digoine (Drée) (420 m) \| \| \| 273,8 \| Le Creusot TGV \| Le Creusot TGV \| \| \| 274,6 \| Abzw. Montchanin (nur für Unterhalt); Bahnstrecke Nevers–Chagny \| Abzw. Montchanin (nur für Unterhalt); Bahnstrecke Nevers–Chagny \| \| \| 275,0 \| Canal du Centre (90 m) \| Canal du Centre (90 m) \| \| \| 276,x \| Bahnstrecke Étiveau–Montchanin \| Bahnstrecke Étiveau–Montchanin \| \| \| 293,0 \| PRS de Vaux-en-Pré (Betriebsgleise östlich) \| PRS de Vaux-en-Pré (Betriebsgleise östlich) \| \| \| 301,x \| Guye (20 m) \| Guye (20 m) \| \| \| 310,x \| Grosne (50 m) \| Grosne (50 m) \| \| \| 311,x \| Bahnstrecke Cluny–Châlon-sur-Saône \| Bahnstrecke Cluny–Châlon-sur-Saône \| \| \| 313,6 \| PRS de Cluny \| PRS de Cluny \| \| \| 316,1 \| Bahnstrecke Moulins–Mâcon \| Bahnstrecke Moulins–Mâcon \| \| \| 318,9 \| Viaduc sur la RN 79 (95 m) \| Viaduc sur la RN 79 (95 m) \| \| \| 321,2 \| Viaduc de la Roche (386 m) \| Viaduc de la Roche (386 m) \| \| \| 334,0 \| Mâcon-Loché-TGV \| Mâcon-Loché-TGV \| \| \| 334,3 \| Abzw. Mâcon-Sud; nach Lyon über Villefranche \| Abzw. Mâcon-Sud; nach Lyon über Villefranche \| \| \| \| Parc Postal \| \| \| \| 335,9 \| Abzw. Mâcon-Nord; Bahnstrecke Paris–Marseille von Dijon \| Abzw. Mâcon-Nord; Bahnstrecke Paris–Marseille von Dijon \| \| \| 336,0 \| Bahnstrecke Paris–Marseille \| Bahnstrecke Paris–Marseille \| \| \| 337,5 \| Viaduc de la Saône (340 m) \| Viaduc de la Saône (340 m) \| \| \| 337,7 0,00 \| Abzw. Savoie; Verbindungsstrecke Pont-de-Veyle \| Abzw. Savoie; Verbindungsstrecke Pont-de-Veyle \| \| \| 4,9 \| Systemtrennstelle 25 kV, 50 Hz ~ / 1,5 kV = \| Systemtrennstelle 25 kV, 50 Hz ~ / 1,5 kV = \| \| \| 6,4 \| Abzw. Pont-de-Veyle; Bahnstrecke Mâcon–Ambérieu v. Mâcon-Ville \| Abzw. Pont-de-Veyle; Bahnstrecke Mâcon–Ambérieu v. Mâcon-Ville \| \| \| \| Bahnstrecke Mâcon–Ambérieu nach Bourg-en-Bresse \| \| \| \| 350,8 \| Chalaronne (25 m) \| Chalaronne (25 m) \| \| \| 361,1 \| PRS de Cesseins \| PRS de Cesseins \| \| \| 380,5 \| Abzw. Montanay; LGV Rhône-Alpes nach Valence \| Abzw. Montanay; LGV Rhône-Alpes nach Valence \| \| \| \| Verbindungsstrecke Lyon-Saint-Clair \| \| \| \| 388,1 \| Systemtrennstelle 25 kV, 50 Hz ~ / 1,5 kV = \| Systemtrennstelle 25 kV, 50 Hz ~ / 1,5 kV = \| \| \| 389,1 \| Abzw. Sathonay; Bahnstrecke Lyon-Saint-Clair–Bourg-en-Bresse \| Abzw. Sathonay; Bahnstrecke Lyon-Saint-Clair–Bourg-en-Bresse \| \| \| \| Bahnstrecke Lyon-Croix-Rousse–Trévoux \| \| \| \| 389,3 \| Sathonay – Rilieux \| Sathonay – Rilieux \| \| \| \| (weitere Betriebsstellen) \| \| \| \| 394,4 \| Lyon-St Clair (Keilbahnhof) \| Lyon-St Clair (Keilbahnhof) \| \| \| \| (weitere Betriebsstellen) \| \| \| \| 399,5 507,9 \| Lyon Part-Dieu \| Lyon Part-Dieu \| |                                        |                                                                          |                                                                          |
| Kopfbahnhof Streckenanfang | 0,0                                    | Paris Gare de Lyon                                                       | Paris Gare de Lyon                                                       |
| |                                        | (weitere Betriebsstellen)                                                |                                                                          |
| Verschwenkung von links · Verschwenkung von rechts | 9,3 0,0                                | Abzw. Créteil; LGV Interconnexion Est                                    | Abzw. Créteil; LGV Interconnexion Est                                    |
| |                                        | (weitere Betriebsstellen)                                                |                                                                          |
| Bahnhof | 25,9                                   | Combs-la-Ville - Quincy                                                  | Combs-la-Ville - Quincy                                                  |
| Abzweig geradeaus und nach rechts | 29,3 0,0                               | Abzw. Lieusaint Bahnstrecke Paris–Marseille nach Dijon                   | Abzw. Lieusaint Bahnstrecke Paris–Marseille nach Dijon                   |
| | 1,0                                    | Systemtrennstelle 1,5 kV = / 25 kV, 50 Hz ~                              | Systemtrennstelle 1,5 kV = / 25 kV, 50 Hz ~                              |
| Überleitstelle / Spurwechsel | 2,1                                    | PRS de Moissy-Cramayel                                                   | PRS de Moissy-Cramayel                                                   |
| Verschwenkung nach links · Verschwenkung nach rechts | 17,1 39,4                              | Abzw. Moisenay (Crisenoy); LGV Interconnexion Est                        | Abzw. Moisenay (Crisenoy); LGV Interconnexion Est                        |
| Überleitstelle / Spurwechsel | 25,9                                   | PRS du Châtelet-en-Brie                                                  | PRS du Châtelet-en-Brie                                                  |
| Brücke über Wasserlauf | 42,7                                   | Viaduc de la Seine (134 m)                                               | Viaduc de la Seine (134 m)                                               |
| |                                        |                                                                          |                                                                          |
| Strecke quer · Kreuzung geradeaus unten und rechts | 44,0                                   | Abzw. Marolles (nur für Unterhalt) Bahnstrecke Flamboin-Gouaix–Montereau | Abzw. Marolles (nur für Unterhalt) Bahnstrecke Flamboin-Gouaix–Montereau |
| |                                        |                                                                          |                                                                          |
| Überleitstelle / Spurwechsel | 49,2                                   | PRS de Marolles-sur-Seine (Betriebsgleise u. Notbahnsteig östl.)         | PRS de Marolles-sur-Seine (Betriebsgleise u. Notbahnsteig östl.)         |
| Überleitstelle / Spurwechsel | 71,5                                   | PRS de Cuy                                                               | PRS de Cuy                                                               |
| Strecke mit Straßenbrücke | 77,x                                   | Aqueduc de la Vanne                                                      | Aqueduc de la Vanne                                                      |
| Überleitstelle / Spurwechsel | 92,8                                   | PRS de Vaumort (Betriebsgleise und Notbahnsteig westlich)                | PRS de Vaumort (Betriebsgleise und Notbahnsteig westlich)                |
| | 115,8                                  | Viaduc sur le Canal de Bourgogne (160 m)                                 | Viaduc sur le Canal de Bourgogne (160 m)                                 |
| |                                        | Armançon                                                                 |                                                                          |
| Überleitstelle / Spurwechsel | 117,0                                  | PRS de Vergigny                                                          | PRS de Vergigny                                                          |
| Kreuzung geradeaus oben | 117,6                                  | Abzw. Saint-Florentin; Bahnstrecke Paris–Marseille                       | Abzw. Saint-Florentin; Bahnstrecke Paris–Marseille                       |
| Kreuzung geradeaus oben (Querstrecke außer Betrieb) | 122,x                                  | Bahnstrecke Saint-Florentin–Monéteau-Gurgy                               | Bahnstrecke Saint-Florentin–Monéteau-Gurgy                               |
| Überleitstelle / Spurwechsel | 139,8                                  | PRS de Tonnerre (Betriebsgleise und Notbahnsteig östlich)                | PRS de Tonnerre (Betriebsgleise und Notbahnsteig östlich)                |
| Verschwenkung von links · Verschwenkung von rechts | 160,5 0,0                              | Abzw. Pasilly; Verbindungsstrecke Pasilly–Aisy                           | Abzw. Pasilly; Verbindungsstrecke Pasilly–Aisy                           |
| Überleitstelle / Spurwechsel · Strecke | 162,1                                  | PRS de Pasilly (Betriebsgleise westlich)                                 | PRS de Pasilly (Betriebsgleise westlich)                                 |
| Kreuzung (Querstrecke außer Betrieb) · Kreuzung (Querstrecke außer Betrieb) | 167,x                                  | Bahnstrecke Avallon–Nuits-sous-Ravières                                  | Bahnstrecke Avallon–Nuits-sous-Ravières                                  |
| Strecke · Überleitstelle / Spurwechsel | 7,7                                    | PRS d'Etivey                                                             | PRS d'Etivey                                                             |
| Strecke | 15,4                                   | Systemtrennstelle 25 kV, 50 Hz ~ / 1,5 kV =                              | Systemtrennstelle 25 kV, 50 Hz ~ / 1,5 kV =                              |
| Strecke · Abzweig geradeaus und von links | 16,4                                   | Abzw. Aisy; Bahnstrecke Paris–Marseille von Paris                        | Abzw. Aisy; Bahnstrecke Paris–Marseille von Paris                        |
| Verschwenkung nach links · Strecke nach links und von halbrechts |                                        | Bahnstrecke Paris–Marseille nach Dijon                                   | Bahnstrecke Paris–Marseille nach Dijon                                   |
| Überleitstelle / Spurwechsel | 182,1                                  | PRS de Toutry                                                            | PRS de Toutry                                                            |
| Strecke quer · Strecke quer | 182,x                                  | Bahnstrecke Maison-Dieu–Laumes-Alésia                                    | Bahnstrecke Maison-Dieu–Laumes-Alésia                                    |
| Brücke | 185,4                                  | Viaduc de l'A 6 (88 m)                                                   | Viaduc de l'A 6 (88 m)                                                   |
| Brücke über Wasserlauf | 192,0                                  | Viaduc du Serein (200 m)                                                 | Viaduc du Serein (200 m)                                                 |
| Überleitstelle / Spurwechsel | 202,4                                  | PRS de Lacour-d'Arcenay (Betriebsgleise u. Notbahnsteig westl.)          | PRS de Lacour-d'Arcenay (Betriebsgleise u. Notbahnsteig westl.)          |
| Brücke über Wasserlauf | 209,2                                  | Viaduc du Saulieu (200 m)                                                | Viaduc du Saulieu (200 m)                                                |
| Überleitstelle / Spurwechsel | 225,8                                  | PRS de Vianges                                                           | PRS de Vianges                                                           |
| Brücke über Wasserlauf | 239,2                                  | Arroux (127 m)                                                           | Arroux (127 m)                                                           |
| Kreuzung (Querstrecke außer Betrieb) | 243,x                                  | Bahnstrecke Étang–Santenay                                               | Bahnstrecke Étang–Santenay                                               |
| Überleitstelle / Spurwechsel | 247,2                                  | PRS de Sully (Betriebsgleise östlich)                                    | PRS de Sully (Betriebsgleise östlich)                                    |
| Brücke über Wasserlauf | 252,5                                  | Viaduc de la Drée (90 m)                                                 | Viaduc de la Drée (90 m)                                                 |
| Brücke | 253,5                                  | Viaduc de la Digoine (Drée) (420 m)                                      | Viaduc de la Digoine (Drée) (420 m)                                      |
| Bahnhof | 273,8                                  | Le Creusot TGV                                                           | Le Creusot TGV                                                           |
| Kreuzung geradeaus oben und rechts | 274,6                                  | Abzw. Montchanin (nur für Unterhalt); Bahnstrecke Nevers–Chagny          | Abzw. Montchanin (nur für Unterhalt); Bahnstrecke Nevers–Chagny          |
| Brücke über Wasserlauf | 275,0                                  | Canal du Centre (90 m)                                                   | Canal du Centre (90 m)                                                   |
| Kreuzung (Querstrecke außer Betrieb) | 276,x                                  | Bahnstrecke Étiveau–Montchanin                                           | Bahnstrecke Étiveau–Montchanin                                           |
| Überleitstelle / Spurwechsel | 293,0                                  | PRS de Vaux-en-Pré (Betriebsgleise östlich)                              | PRS de Vaux-en-Pré (Betriebsgleise östlich)                              |
| Brücke über Wasserlauf | 301,x                                  | Guye (20 m)                                                              | Guye (20 m)                                                              |
| Brücke über Wasserlauf | 310,x                                  | Grosne (50 m)                                                            | Grosne (50 m)                                                            |
| Kreuzung (Querstrecke außer Betrieb) | 311,x                                  | Bahnstrecke Cluny–Châlon-sur-Saône                                       | Bahnstrecke Cluny–Châlon-sur-Saône                                       |
| Überleitstelle / Spurwechsel | 313,6                                  | PRS de Cluny                                                             | PRS de Cluny                                                             |
| Kreuzung (Querstrecke außer Betrieb) | 316,1                                  | Bahnstrecke Moulins–Mâcon                                                | Bahnstrecke Moulins–Mâcon                                                |
| Brücke | 318,9                                  | Viaduc sur la RN 79 (95 m)                                               | Viaduc sur la RN 79 (95 m)                                               |
| Brücke | 321,2                                  | Viaduc de la Roche (386 m)                                               | Viaduc de la Roche (386 m)                                               |
| Bahnhof | 334,0                                  | Mâcon-Loché-TGV                                                          | Mâcon-Loché-TGV                                                          |
| | 334,3                                  | Abzw. Mâcon-Sud; nach Lyon über Villefranche                             | Abzw. Mâcon-Sud; nach Lyon über Villefranche                             |
| ehemaliger Dienststation / Betriebs- oder Güterbahnhof · Strecke |                                        | Parc Postal                                                              | Parc Postal                                                              |
| Strecke · Abzweig geradeaus und von links · Strecke von rechts | 335,9                                  | Abzw. Mâcon-Nord; Bahnstrecke Paris–Marseille von Dijon                  | Abzw. Mâcon-Nord; Bahnstrecke Paris–Marseille von Dijon                  |
| Abzweig quer und nach rechts · Kreuzung geradeaus oben · Abzweig quer und nach links | 336,0                                  | Bahnstrecke Paris–Marseille                                              | Bahnstrecke Paris–Marseille                                              |
| Brücke über Wasserlauf | 337,5                                  | Viaduc de la Saône (340 m)                                               | Viaduc de la Saône (340 m)                                               |
| | 337,7 0,00                             | Abzw. Savoie; Verbindungsstrecke Pont-de-Veyle                           | Abzw. Savoie; Verbindungsstrecke Pont-de-Veyle                           |
| Strecke | 4,9                                    | Systemtrennstelle 25 kV, 50 Hz ~ / 1,5 kV =                              | Systemtrennstelle 25 kV, 50 Hz ~ / 1,5 kV =                              |
| Strecke · Abzweig geradeaus und von links | 6,4                                    | Abzw. Pont-de-Veyle; Bahnstrecke Mâcon–Ambérieu v. Mâcon-Ville           | Abzw. Pont-de-Veyle; Bahnstrecke Mâcon–Ambérieu v. Mâcon-Ville           |
| Strecke · Strecke nach links |                                        | Bahnstrecke Mâcon–Ambérieu nach Bourg-en-Bresse                          | Bahnstrecke Mâcon–Ambérieu nach Bourg-en-Bresse                          |
| Brücke über Wasserlauf | 350,8                                  | Chalaronne (25 m)                                                        | Chalaronne (25 m)                                                        |
| Überleitstelle / Spurwechsel | 361,1                                  | PRS de Cesseins                                                          | PRS de Cesseins                                                          |
| Abzweig geradeaus und nach links | 380,5                                  | Abzw. Montanay; LGV Rhône-Alpes nach Valence                             | Abzw. Montanay; LGV Rhône-Alpes nach Valence                             |
| Strecke |                                        | Verbindungsstrecke Lyon-Saint-Clair                                      | Verbindungsstrecke Lyon-Saint-Clair                                      |
| | 388,1                                  | Systemtrennstelle 25 kV, 50 Hz ~ / 1,5 kV =                              | Systemtrennstelle 25 kV, 50 Hz ~ / 1,5 kV =                              |
| Abzweig geradeaus und von links | 389,1                                  | Abzw. Sathonay; Bahnstrecke Lyon-Saint-Clair–Bourg-en-Bresse             | Abzw. Sathonay; Bahnstrecke Lyon-Saint-Clair–Bourg-en-Bresse             |
| Abzweig geradeaus und ehemals von rechts |                                        | Bahnstrecke Lyon-Croix-Rousse–Trévoux                                    | Bahnstrecke Lyon-Croix-Rousse–Trévoux                                    |
| Bahnhof | 389,3                                  | Sathonay – Rilieux                                                       | Sathonay – Rilieux                                                       |
| |                                        | (weitere Betriebsstellen)                                                |                                                                          |
| Dienststation / Betriebs- oder Güterbahnhof | 394,4                                  | Lyon-St Clair (Keilbahnhof)                                              | Lyon-St Clair (Keilbahnhof)                                              |
| |                                        | (weitere Betriebsstellen)                                                |                                                                          |
| Bahnhof | 399,5 507,9                            | Lyon Part-Dieu                                                           | Lyon Part-Dieu                                                           |

Die LGV Sud-Est (kurz für französisch Ligne à grande vitesse Sud-Est, „Hochgeschwindigkeitsstrecke Südost“) ist eine Schnellfahrstrecke in Frankreich. Sie verbindet Paris mit Lyon und wird von TGV-Zügen befahren. Das am 22. September 1981 eröffnete südliche Teilstück zwischen Lyon und Saint-Florentin war die erste französische Schnellfahrstrecke. Am 25. September 1983 erfolgte die Eröffnung des nördlichen Abschnitts zwischen Saint-Florentin und Combs-la-Ville, 29 km vor Paris. Die 409 km lange Strecke ist durchgehend zweigleisig ausgebaut. Im Süden ist sie über die LGV Rhône-Alpes mit der LGV Méditerranée verbunden, im Norden mit der LGV Interconnexion Est, die den Großraum Paris östlich umfährt und auf die LGV Nord trifft. Die schnellsten Züge bewältigen die 432 km in einer Stunde und 57 Minuten, was einer Reisegeschwindigkeit von 222 km/h entspricht (Stand März 2017).
Die Baukosten lagen bei rund 3,7 Milliarden D-Mark (rund 1,8 Milliarden Euro, Preisstand: etwa 1983). Das geplante Budget wurde eingehalten.

## Geschichte
Mit dem Projekt C 03 („Möglichkeiten der Eisenbahn auf neuer Infrastruktur“) begann im Juli 1967 die Entwicklungsabteilung der SNCF die Erforschung des Hochgeschwindigkeitsverkehrs. Die SNCF begannen mit der Planung, nachdem die Kapazitätsgrenze der Bestandsstrecke erreicht worden war. Die Belastung der Bestandsstrecke lag (Stand: 1982) im Durchschnitt bei zehn Zügen pro Stunde und Richtung. Die Lage wurde durch fehlende Ausweichstrecken, wie sie nur zwischen Dijon und Lyon vorhanden waren, verschärft. Planungen, den zweigleisigen Abschnitt zwischen Paris und Dijon viergleisig auszubauen, wurden aufgrund hoher Kosten für einen notwendigen vier Kilometer langen Tunnel (Blaisy-Bas) sowie fehlender Möglichkeiten einer Geschwindigkeitssteigerung verworfen. Im Dezember 1969 übergab die SNCF dem Verkehrsminister eine Studie über das „Hochgeschwindigkeitsprojekt Sud-Est“. Ein interministerielles Komitee genehmigt das Projekt für eine neue Strecke im März 1971. Ein wesentlicher Grund für den Bau der Strecke war die an ihre Kapazitätsgrenzen stoßende Bestandsstrecke. Ein viergleisiger Ausbau der Strecke, deren Verkehrsaufkommen schneller als im übrigen französischen Netz wuchs, wurde rasch verworfen, da deren Führung in gewundenen Flusstälern keine qualitative Verbesserung versprochen hätte.
1972 erfolgte die bautechnische Planung, mit einem Vorentwurf im Maßstab 1:5000. Am 6. März 1974 beschloss die französische Regierung den Bau der Strecke. In den Jahren 1974 und 1975 wurde der Vorentwurf mit den 183 betroffenen Gemeinden diskutiert. 1975 folgte die Feinplanung im Maßstab 1:1.000. Zwischen dem 7. März und dem 7. April 1975 wurde ein Anhörungsverfahren durchgeführt. Im Zuge des Verfahrens wurde unter anderem die Umfahrung eines Weingutes beschlossen.
Die 1967 begonnene Planung ging von Beginn an von einer reinen Personenverkehrsstrecke aus. Nach technischen Untersuchungen und Wirtschaftlichkeitsrechnungen, die aufgrund zahlreicher Umsteiger vom Pkw- und Flugverkehr eine Rentabilität von 30 Prozent erwarten ließen, wurde die Strecke im Januar 1975 von der französischen Regierung genehmigt.
Am 23. März 1976 erteilte der Ministerpräsident die Gemeinnützigkeitserklärung (d’utilité) für die Strecke. Damit war der Bau der Strecke gerichtlich nicht mehr anfechtbar. In der Folge konnte die SNCF 98 % des erworbenen Landes einvernehmlich erwerben, die Enteignung der übrigen zwei Prozent nahm drei bis fünf Monate in Anspruch. Am 1. Oktober gleichen Jahres begannen die Bauarbeiten im Südabschnitt.
Die Verlegung der ersten Schienen bei Montchanin (Département Saône-et-Loire) erfolgte im Juni 1979; im November 1980 wird bei Cluny (Département Saône-et-Loire) das letzte Gleisstück verlegt.
Während einer Testfahrt zwischen Courcelles-Frémois (Côte-d’Or) und Dyé (Yonne) stellte Zug Nr. 16 (TGV Sud-Est) mit 380 km/h am 26. Februar 1981 einen neuen Geschwindigkeitsrekord für Schienenfahrzeuge auf. Der maximal tolierbare dynamische Anhub der Oberleitung war dabei für die erreichbare Höchstgeschwindigkeit maßgebend.
Am 22. September 1981 eröffnet Präsident François Mitterrand in Montchanin offiziell das südliche Teilstück zwischen Saint-Florentin und Sathonay-Camp
1981 rechneten die SNCF mit 17 Millionen Fahrgästen binnen eines Jahres. Bis 1985 sollte die Zahl der Reisenden auf jährlich 22 Millionen steigen. Die französische Fluggesellschaft Air Inter rechnete damit, zwischen Paris und Lyon drei Viertel ihrer Fluggäste an den TGV zu verlieren. Zwischen dem 27. September 1981 (Inbetriebnahme des 274 km langen Südabschnitts zwischen St. Florentin, 174 km südlich von Paris und Sathonay, 8 km nördlich von Lyon) und dem 22. August 1982 wurden genau fünf Millionen Fahrgäste befördert. Die Zahl von durchschnittlich 15.000 Fahrgästen pro Tag lag über optimistischsten Prognosen. Laut Umfragen war die Hälfte der neuen Fahrgäste vom Auto umgestiegen, ein weiteres Drittel hatte zuvor die Flüge von Air Inter benutzt; die Fluggesellschaft hatte 30 Prozent ihrer Fluggäste an die Bahn verloren. Vor Inbetriebnahme der Strecke wurden 6.000 Bahnfahrgäste pro Tag gezählt. Mit dem Sommerfahrplan 1982 fuhren erstmals einige TGV nach Marseille und Montpellier.
Die zulässige Höchstgeschwindigkeit auf der für eine Entwurfsgeschwindigkeit von 300 km/h trassierten Strecke lag zunächst bei 260 km/h. Nach Fertigstellung der Gesamtstrecke wurde sie auf 270 km/h angehoben.
Im September 1983 erfolgte die Eröffnung des nördlichen Abschnitts zwischen Combs-la-Ville und Saint-Florentin.
Zur Betriebsaufnahme standen zwei dutzend TGV-Triebzüge zur Verfügung. Die Reisezeit zwischen Paris und Lyon verkürzte sich zunächst um 70 Minuten, auf zwei Stunden und 40 Minuten. Weitere Reisezeitverkürzungen wurden möglich, als der Rest der Schnellfahrstrecke fertiggestellt wurde.
Am 31. August 1992 entgleiste ein Zug mit 270 km/h im Bahnhof Macôn-Loché, mehrere wartende Fahrgäste werden durch herumfliegenden Schotter verletzt. Am 13. Dezember 1992 erfolgte die Inbetriebnahme des ersten Teilstücks der LGV Rhône-Alpes (zwischen Montanay und Saint-Quentin-Fallavier); ab Juli 1994 weiter bis Saint-Marcel-lès-Valence sowie Eröffnung des TGV Bahnhof am Flughafen Lyon. Im Mai 1994 erfolgte die Inbetriebnahme der LGV Interconnexion Est (Verbindung zur LGV Nord). Im März 1996 begannen Erneuerungsarbeiten an der Strecke (Ersetzung des Schotters und der Weichen), die bis Ende 2006 andauerten. Im Juni 1996 wurde bei Coubert das Verzweigungsdreieck mit der LGV Nord und LGV Interconnexion Est in Betrieb genommen. Am 26. Mai 2001 führte der Langstreckenweltrekord Opération Sardine über die Strecke.
Auf der Strecke verkehrt ein Drittel des französischen Hochgeschwindigkeitsverkehrs. Im stärkstbelastetsten Abschnitt, zwischen den Abzweigen Crisenoy und Passily (145 km) lag die werktägliche Belastung (montags bis freitags, Summe beider Richtungen) im Durchschnitt bei 220 Zügen pro Tag, an Freitagen bei 250. An einem Spitzentag (Ferienbeginn) wurde der Abschnitt im Februar 2001 von 300 Zügen genutzt. Bei Inbetriebnahme der Strecke war sicherungstechnisch eine Zugfolgezeit von fünf Minuten vorgesehen. Aufgrund steigender Belastungen wurde der Streckenabschnitt zwischen 1999 und 2001 modernisiert. Mit einer weitgehend auf 300 km/h angehobenen Höchstgeschwindigkeit und einem erneuerten Signalsystem wurde die minimale technische Zugfolgezeit auf vier Minuten gesenkt, die praktische Leistungsfähigkeit damit auf 12 TGV pro Stunde und Richtung erhöht. Die Streckenkapazität wurde Ende 2014 mit 13 Zügen pro Stunde und Richtung angegeben und soll bis zum Jahr 2030 auf bis zu 16 Züge pro Stunde und Richtung erhöht werden. (Das bisherige TVM 300 erlaubt eine minimale Blocklänge von 2 km während sie beim Nachfolger TVM 430 oder ETCS variabel ist.)
Nach über 30 Betriebsjahren begann im Jahr 2009 die Instandhaltung des Schotteroberbaus der Strecke. Über zwölf Jahre hinweg soll der Schotter in einem Zeitfenster zwischen 22:30 und 5:00 Uhr in jeweils 700 bis 1000 m langen Abschnitten in einer Tiefe von 35 cm gereinigt und erneuert werden. Etwa 60 Prozent des Schotters werden dabei wiederverwendet. Tagsüber werden die entsprechenden Streckenabschnitte mit 120 km/h befahren.
Im Dezember 2019 vergab der französische Infrastrukturbetreiber die Modernisierung der Stellwerke an Hitachi Rail STS. Der Auftrag über 129,3 Mio. Euro umfasst den Ersatz von 58 bestehenden Stellwerken aus den 1980er-Jahren durch Elektronisches Stellwerke. Es soll die gleiche Technologie verwendet werden, die bereits auf der LGV Est européenne, der LGV Sud Europe Atlantique und der LGV Bretagne-Pays de la Loire im Einsatz ist. Die neuen Stellwerke sollen in den Hauptverkehrszeiten ein bis drei zusätzliche Züge pro Stunde ermöglichen und sollen zuverlässiger arbeiten als die alten Anlagen. Die Fertigstellung der Maßnahme und die Inbetriebnahme von ETCS Level 2 sind für Ende 2024 vorgesehen.

### Auswirkungen
Vor der Betriebsaufnahme der Strecke wurden zwischen Paris und Genf zwei tägliche Zugpaare im Tagesverkehr angeboten, bei Reisezeiten von sechs und mehr Stunden. Der Marktanteil der Schiene war minimal. Mit der Einführung von TGV-Zügen auf der Relation, die die LGV Sud-Est bis Mâcon nutzten und dann über die Altstrecke über Culoz und Bellegarde fuhren, konnte die Reisezeit auf rund vier Stunden reduziert werden. Mit der Inbetriebnahme weiterer Streckenabschnitte sank die Reisezeit zwischenzeitlich auf rund dreieinhalb Stunden mit sieben Zugpaaren pro Tag zwischen Paris und Genf (ab 2012 sind es elf Zugpaare pro Tag). Die durchschnittliche Auslastung der Züge liegt bei 78 Prozent, der Marktanteil der Schiene (im Vergleich zum Flugzeug) bei rund 50 Prozent. Mit der Reaktivierung der Bahnstrecke Bourg-en-Bresse–Bellegarde sank die Reisezeit ab 2010 um weitere 20 Minuten auf etwas über 3 Stunden. Bereits bis Ende der 1980er Jahre war die Zahl der Bahnreisenden zwischen Paris und Lyon seit Inbetriebnahme der Strecke um 140 Prozent angestiegen. Die Reisezeit zwischen Paris und Lyon liegt bei unter zwei Stunden.
Der große Erfolg des TGV auf der neuen Strecke war für die Deutsche Bundesbahn 1984 ein maßgeblicher Grund, die Einführung des Hochgeschwindigkeitsverkehrs in Deutschland zu beschleunigen (Projekt HGV). 1984 wurden zehn Millionen Reisende auf der Strecke befördert. Die 33 täglichen Züge waren zu durchschnittlich 68 Prozent ausgelastet.
Anfang 1999 war geplant, nach Fertigstellung des ersten Teilabschnitts der LGV Méditerranée, die Höchstgeschwindigkeit auf der LGV Sud-Est auf 300 km/h anzuheben und die bislang nur in der Spitzenstunde am Spitzentag erreichte Belastung mit zwölf Zügen pro Stunde und Richtung zur regelmäßigen Belastung zu machen. Drei Fahrplantrassen pro Stunde wurden dabei als Puffer zur Verminderung von Verspätungen vorgehalten. Im stärkstbelasteten Abschnitt zwischen Coubert (bei Paris) und Passily (Abzweig nach Dijon) sollten 165 Züge pro Tag und Richtung fahren.

## Streckenbeschreibung
Es werden sechs Départements durchquert; von Nord nach Süd sind dies Seine-et-Marne, Yonne, Côte-d’Or, Saône-et-Loire, Ain und Rhône. Die Kompatibilität des TGV-Systems mit dem übrigen Eisenbahnnetz erlaubte es, auf teure Neubauten in den dichtbesiedelten städtischen Gebieten rund um Paris und Lyon zu verzichten.
Zwischen den Bahnhöfen Paris Gare de Lyon, und Lyon Part-Dieu liegen 426 km. Während 16 km verkehren die Züge auf Altstrecken. Die reine Länge der Neubaustrecke, einschließlich Abzweigen, liegt bei 410 km. Die LGV Sud-Est führt im Gegensatz zur alten Strecke weit an Dijon vorbei und verkürzt so die Gesamtdistanz Paris–Lyon um 86 Kilometer; von 512 auf 426 Kilometer. Auf der gesamten Neubaustrecke gibt es zehn Talbrücken und keinen Tunnel; die Höchstneigung beträgt 3,5 %. Der einzige Tunnel, in der Einfahrt von Lyon, befindet sich auf der bestehenden Strecke und wurde für die Schnellfahrstrecke elektrifiziert.
Die LGV Sud-Est ist zusätzlich durch zwei Anschlussstrecken mit dem übrigen Schienennetz verbunden. Ein 15 km langer Abzweig führt von Pasilly nach Aisy-sur-Armançon, wo er auf die Hauptstrecke nach Dijon trifft. Auf dieser verkehren Züge in Richtung Lausanne und Bern. Der 6 km lange Abzweig von Mâcon nach Pont-de-Veyle wird von Zügen in Richtung Genf und Savoyen befahren. Daneben gibt es drei weitere Anschlussstellen, die von Dienstzügen und bei Umleitungen genutzt werden (bei Saint-Florentin sowie in den Bahnhöfen Le Creusot und Mâcon-Loché).
Auf einer Länge 60 km verläuft die LGV Sud-Est parallel zur Autobahn A5, auf einer Länge von 15 km parallel zur Nationalstraße N79. Entlang der gesamten Strecke wurde ein Streifen von 5 m Breite reserviert, um dort Telekommunikationsleitungen zu verlegen.

### Streckenverlauf

#### Paris–Le Creusot
Die Passage der LGV innerhalb und durch Vororte von Paris erfolgte zunächst bis Combs-la-Ville auf einer Länge von etwa 29 km auf bestehenden Gleisen, wobei de facto erst etwa ab der Höhe des Haltepunktes Moissy ostwärts von der Magistrale Paris-Marseille abgezweigt wird. Seit Inbetriebnahme der LGV Interconnexion Est am 29. Mai 1994 fahren die Züge bereits ab Créteil über diese Richtung Südosten.
Bei Saint-Germain-Laxis befindet sich die Verknüpfung (Knoten von Moisenay) mit der Ostumfahrung von Paris und die Bahnstrecke läuft gebündelt mit der Autoroute A 5 bis kurz vor Sens im östlichen Hinterland des Seinetals, das bei Montereau-Fault-Yonne überkreuzt wird, bzw. des Yonnetals. Südlich von Sens durchschneidet die Trasse nach Querung der Yonnesenke ein Plateau zum Armançontal hin und steigt nach Durchmessung der Ebene zwischen Armançon und Sereine bei Carisey wieder aufwärts in das Kalkplateau zwischen beiden Gewässern. Hier befindet sich der Abzweig Pasilly Richtung Dijon bzw. der Hauptstrecke nach Marseilles. Nach Passieren der Senke zum Morvan und Überbrückung der Serein steigt die LGV auf das Granitplateau auf, fährt östlich von Saulieu vorbei und senkt sich wieder in das Becken von Autun hinab, das es an seinem Ostsaum ausfährt, um abermals auf eine Morvanhochfläche bis ins Becken von Le Creusot zu gelangen.

#### Le Creusot–Lyon
Südlich von Le Creusot tritt die Bahnstrecke in die nördlichsten Ausläufer des Zentralmassivs, die Hügel des Mâconnais, (nord)westlich der gleichnamigen Stadt Mâcon ein. Dabei passiert sie auch das historisch bekannte Cluny, ehe sie sich gebündelt mit der Route Nationale 79 in das Tal der Saône hinabsenkt. Südlich von Mâcon, nach neuerlicher Verknüpfung mit der Bahnstrecke Paris–Marseille bzw. der Bahnstrecke Mâcon–Ambérieu überbrückt die LGV das breite Tal Richtung dessen östliches Hinterland und wendet sich wieder südwärts Richtung Landschaften der Bresse und dann Dombes. Dabei hält sich die Trassierung stets auf der Anhöhe über den – zur Saone abfallenden – Seitengrabenwurzeln. Bei Montanay zweigt in der gleichnamigen Abzweigung die LGV Rhône-Alpes (Umfahrung von Lyon) Richtung Osten ab und unsere LGV fädelt nach kurzem Neubauverlauf in die Bahnstrecke Lyon-Saint-Clair–Bourg-en-Bresse bei Sathonay-Village ein. Der Knoten Lyon wird dann ab Sathonay-Rilieux auf einer Länge von 8 km über das Bestandsnetz erreicht. Mit ihr geht es hinab ins Tal der Rhone und ins Stadtgebiet von Lyon zu seinen Bahnhöfen Lyon-Part-Dieu bzw. Lyon-Perrache.

### Trassierungsmerkmale
Die Strecke bedeckt eine Fläche von 16 km² (zum Vergleich dazu sind es beim Flughafen Paris-Charles-de-Gaulle 35 km²) mit einer durchschnittlichen Breite von 40 m. Die Trasse (Planumsbreite) selbst ist 13,00 m breit, der Gleismittenabstand beträgt 4,20 m.
Die Überhöhung der Strecke erreicht bis zu 180 mm. Bei einem Überhöhungsfehlbetrag von 85 mm ergab sich ein Regelbogenhalbmesser von bis zu 4.000 m. Dieser Mindestradius ermöglicht im Normalverkehr eine Geschwindigkeit von 300 km/h; sieben Kurven wurden enger trassiert, diese allerdings auch mit einem Radius von mindestens 3200 m.
Durch großzügige Trassierungsparameter (Längsneigungen) von bis zu 35 Promille konnten, gegenüber einer Variante mit maximal 15 Promille, etwa 30 Prozent der Baukosten eingespart werden. Die Strecke durchquert wenig bewegtes, dünn besiedeltes Gebiet (70 Einwohner je Quadratkilometer). Die Trassierung ausschließlich für den Personenverkehr wurde auch dem Umstand geschuldet, dass die Strecke mit ihren Verlängerungen eine Region erschließe, in der rund 40 Prozent der französischen Bevölkerung lebten.
Insgesamt besteht die Strecke aus 847 km Gleisen. Diese bestehen aus Schienen des Typs UIC 60 (60,3 kg/m), die in Segmenten von 228 m Länge verlegt und danach lückenlos verschweißt wurden (mit Ausnahme einiger weniger Segmente). Die Bahnschwellen sind 2,41 m lang und bestehen aus zwei Betonblöcken, die mit einem stählernen Spurhalter verbunden sind (sog. Duoblockschwellen). Auf einen Kilometer Strecke kommen 1660 Schwellen. Elektrifiziert ist die Strecke mit Wechselstrom (25 kV, 50 Hz), der über acht Unterstationen der Électricité de France eingespeist wird.
Für die Strecke wurden 2.300 Hektar Land von 172 Gemeinden und rund 5000 Grundbesitzern gekauft.
Die Überleitstellen der Strecke sind bei Gleiswechseln durchgehend mit 160 km/h befahrbar.

### Bahnhöfe
An der LGV Sud-Est befinden sich zwei Bahnhöfe:
- Le Creusot TGV
- Mâcon-Loché TGV

Beide Bahnhöfe sind architektonisch unauffällig und liegen am Rand der jeweiligen Agglomeration. Sie bestehen jeweils aus zwei Seitenbahnsteigen und zwei Durchfahrtgleisen, die mit 270 km/h befahren werden können.

### Technik
Der Oberbau der Strecke bestand zur Inbetriebnahme größtenteils aus Zweiblockschwellen, auf einer Länge von rund 50 km kamen Spannbetonschwellen zum Einsatz. Für die Strecke wurde ein neues System der Führerstandssignalisierung entwickelt, dieses ist das Transmission Voie-Machine (TVM 300). Die acht Talbrücken wurden aus vorgefertigten Spannbetonelementen zusammengesetzt, die vor Ort eingeschoben wurden.
2019 wurde die Ausrüstung der Strecke mit ETCS Level 2 beauftragt, die auch für Hybrid Level 3 geeignet ist. Die Streckenkapazität soll damit zunächst von 13 auf 14 Züge pro Stunde und Richtung angehoben werden, mit weiteren Infrastrukturausbauten auf 16. Die Fertigstellung der Maßnahme und die Inbetriebnahme sind für Ende 2024 vorgesehen.